# Muslim Salichov
Muslim Magomedovich Salichov (Kumykiska: Muslim Salih Muhammatnı ulanı) (ryska: Муслим Магоме́дович Салихов), född 9 juni 1984 i Machatjkala i Dagestanska ASSR i Sovjetunionen, är en kumyk-dagestansk rysk sanshou-kickboxare och MMA-utövare som tävlar i tungvikt. Sedan 2017 tävlar han i MMA i UFC.
Salichov började träna sanshou vid nio års ålder vid "Pyat Storon Sveta" (Världens fem riktningar)-gymmet, samma gym som fostrat Zabit Magomedsjaripov. Han är tidigare europamästare, femfaldig världsmästare i sanshou och han var den förste och en av de två enda ickekineser som vunnit Wushu Sanda King's Cup.

## Sanshou
Vid 2003 års VM i Macau mötte Salichov Liu Hailong som innehade titeln King of Sanda. Det var en jämn match men Liu Hailong korades till vinnare till slut. Salichov vann EM i Moskva 2004 och VM i Hanoi 2005. Salichov anses vara en av de bästa sanshou-utövarna genom tiderna.
Muslim Salichov deltog i februari 2006 i den första internationella "King of Sanda"-turneringen. Den hölls i Chongqing och han blev då den förste ickekinesen att vinna titeln och etablerade EWUF (European Wushu Kungfu Federation) som en maktfaktor inom sanshou-världen. Han vann VM-titeln igen 2007 och 2009. Han tog även hem guldmedaljen vid Wushu Tournament Beijing 2008 och ytterligare ett VM 2011.
2015 var det år han officiellt pensionerade sig från sanshou för att fokusera helt på MMA.

## MMA

### Tidig karriär
Salichov debuterade professionellt juli 2011 i Kina där han vann sin första match via TKO i den första ronden mot kinesen Wang Hong Tao.
Knappt en månad senare var det dags för den andra matchen som även den gick i Kina, med den thailändske motståndaren Dankao Sakda. Efter 6:56 i första ronden avslutade Salichov matchen slutgiltigt med ett KO-slag.
Den tredje matchen gick lite drygt ett år senare mot amerikanen Kris Hocum som besegrade Salichov via submission i den första ronden.

### M-1 Global
Med ett facit av 2-1 skrev han på för M-1 och tränade hos Phuket Top Team inför M-1-debuten. Han gick tre matcher för organisationen och vann alla tre. Den första vann han via domslut, de andra två via avslut i första ronden.

### Regionala organisationer
Med början 2015 gick Salichov matcher för ett antal olika regionala organisationer. Han gick sju matcher över de kommande två åren och vann samtliga. Sex av dem avslutades via KO.

### UFC
Den 19 oktober 2017 skrev Salichov med ett facit om 13-1 på för UFC.
Debuten skedde 25 november 2017 vid UFC Fight Night: Bisping vs. Gastelum där han mötte Alex Garcia (14-4). Salichov förlorade matchen via submission i andra ronden.
14 april 2018 vid UFC on Fox: Poirier vs. Gaethje var det dags för nästa match där han skulle mött Abdul Razak Alhassan. Denne var dock tvungen att dra sig ur på grund av skada och ersattes med UFC-nykomlingen Ricky Rainey. Salichov vann via KO i mitten av andra ronden.
Salichov mötte Nordine Taleb vid UFC 242 den 7 september och vann via KO i första ronden.
Vid UFC Fight Night: Maia vs. Askren mötte Salichov argentinaren Laureano Staropoli som han besegrade via enhälligt domslut.

## Tävlingsfacit

### MMA
| Resultat | Facit | Motståndare                        | Metod                       | Evenemang                              | Datum            | Rond | Tid  | Plats                            | Notering                 |
| -------- | ----- | ---------------------------------- | --------------------------- | -------------------------------------- | ---------------- | ---- | ---- | -------------------------------- | ------------------------ |
| Vinst    | 1-0   | Wang Hong Tao (CHN)                | TKO (armskada)              | Top of the Forbidden City 2            | 22 juli 2011     | 1    | 0:51 | Peking, Kina                     |                          |
| Vinst    | 2-0   | Dankao Sakda (THA)                 | KO (slag)                   | Top of the Forbidden City 4            | 19 augusti 2011  | 1    | 6:56 | Peking, Kina                     |                          |
| Förlust  | 2-1   | Kris Hocum (USA)                   | Submission (rear-naked)     | Beirut Elite FC: First Blood           | 15 december 2012 | 1    | 1:40 | Beirut, Libanon                  |                          |
| Vinst    | 3-1   | Deyan Topalski (BUL)               | Domslut (enhälligt)         | M1-Global: Challenge 38                | 9 april 2013     | 3    | 5:00 | St. Petersburg, Ryssland         |                          |
| Vinst    | 4-1   | Filip Kotarlic (CRO)               | KO (slag)                   | M1-Global: Challenge 44                | 30 november 2013 | 1    | 3:05 | Tula, Ryssland                   | Welterviktsdebut         |
| Vinst    | 5-1   | Victor Sckoteski (BRA)             | TKO (slag)                  | M1-Global: Challenge 53                | 25 november 2014 | 1    | 4:27 | Peking, Kina                     |                          |
| Vinst    | 6-1   | Gele Qing (CHN)                    | KO (slag)                   | Zhong Wu Ultimate Fighting             | 18 april 2015    | 1    | 3:50 | Peking, Kina                     |                          |
| Vinst    | 7-1   | Tsuyoshi Yamashita (JPN)           | TKO (slag)                  | W.I.N FC                               | 18 juli 2015     | 1    | n/a  | Shenzhen, Guangdong, Kina        |                          |
| Vinst    | 8-1   | Kurbanjiang Tuluosibake (CHN)      | TKO (snurrspark och slag)   | Bullets Fly FC 3                       | 16 januari 2016  | 1    | 0:18 | Hebei, Kina                      | Catchvikt 174 lb / 79 kg |
| Vinst    | 9-1   | Artem Shokalo (UKR)                | KO (snurrspark mot kroppen) | Cage Fighting Dagestan                 | 2 april 2016     | 1    | 2:31 | Machatjkala, Dagestan, Ryssland  |                          |
| Vinst    | 10-1  | Gang Zhang (CHN)                   | Submission (armtriangel)    | Superstar Fight China 3                | 21 maj 2016      | 1    | n/a  | Harbin, Heilongjiang, Kina       |                          |
| Vinst    | 11-1  | Ivan Jorge (BRA)                   | KO (snurrspark)             | Kunlun Fight Cage Fight Series 6       | 21 oktober 2016  | 1    | 1:04 | Yiwu, Zhejiang, Kina             |                          |
| Vinst    | 12-1  | Akoundou Epelet Evy Johannes (COD) | Submission (armtriangel)    | Int'l Pro FC Yunfeng Showdown 2017     | 25 maj 2017      | 1    | 3:23 | Laizhou, Shandong, Kina          |                          |
| Vinst    | 13-1  | Melvin Guillard (USA)              | KO (snurrspark)             | Kunlun Fight MMA 12                    | 1 juni 2017      | 1    | 1:33 | Yantai, Shandong, Kina           | Catchvikt 181 lb / 82 kg |
| Förlust  | 13-2  | Alex Garcia (DOM)                  | Submission (rear-naked)     | UFC Fight Night: Bisping vs. Gastelum  | 25 november 2017 | 2    | 3:22 | Shanghai, Kina                   |                          |
| Vinst    | 14-2  | Ricky Rainey (USA)                 | KO (slag)                   | UFC on Fox: Poirier vs. Gaethje        | 14 april 2018    | 2    | 3:56 | Glendale, AZ, USA                |                          |
| Vinst    | 15-2  | Nordine Taleb (FRA)                | KO (slag)                   | UFC 242 Chabib vs. Poirier             | 7 september 2018 | 1    | 4:26 | Abu Dhabi, Förenade Arabemiraten |                          |
| Vinst    | 16-2  | Laureano Staropoli (ARG)           | Domslut (enhälligt)         | UFC Fight Night: Maia vs. Askren       | 26 oktober 2019  | 3    | 5:00 | Kallang, Singapore               |                          |
| Vinst    | 17-2  | Elizeu Zaleski dos Santos (BRA)    | Domslut (delat)             | UFC 251                                | 12 juli 2020     | 3    | 5:00 | Abu Dhabi, Förenade arabemiraten |                          |
| Vinst    | 18-2  | Francisco Trinaldo (BRA)           | Domslut (enhälligt)         | UFC Fight Night: Rozenstruik vs. Sakai | 5 juni 2021      | 3    | 5:00 | Las Vegas, NV, USA               |                          |

### Kickboxning och sanshou
| Antal matcher | Vunna matcher | Förlorade matcher |
| ------------- | ------------- | ----------------- |
| Totalt        | 185           | 13                |
| Via KO        | 76            | 1                 |
| Oavgjorda     | 1             | 1                 |